# Любешув (Жаганський повіт)
Любешув (пол. Lubieszów, нім. Liebsen) — село в Польщі, у гміні Вимярки Жаганського повіту Любуського воєводства.
Населення — 97 осіб (2011).
У 1975-1998 роках село належало до Зеленогурського воєводства.

## Демографія
Демографічна структура станом на 31 березня 2011 року:
|          | Загалом | Допрацездатний вік | Працездатний вік | Постпрацездатний вік |
| -------- | ------- | ------------------ | ---------------- | -------------------- |
| Чоловіки | 45      | 10                 | 31               | 4                    |
| Жінки    | 52      | 9                  | 37               | 6                    |
| Разом    | 97      | 19                 | 68               | 10                   |